# Энгерзен
Энгерзен (нем. Engersen) — община в Германии, в земле Саксония-Анхальт.
Входит в состав района Зальцведель. Подчиняется управлению Арендзее-Кальбе. Население составляет 548 человек (на 31 декабря 2006 года). Занимает площадь 16,60 км².